# Relaciones Bután-Nepal
Las relaciones Bután-Nepal se refieren a las relaciones bilaterales entre Bután y Nepal. Las relaciones se establecieron formalmente en 1983. Los dos son países del Himalaya que no tienen salida al mar, separados solo por el estado indio de Sikkim. Ambos países limitan con la India y la República Popular China. Sin embargo, el estado actual de las relaciones sigue siendo tenso debido a la crisis de refugiados de Bután.

## Estado
Bután y Nepal son países del Himalaya ubicados entre la India y China, y hasta 2008, Nepal también era una monarquía. Ambas naciones fueron miembros fundadores de la Asociación del Sur de Asia para la Cooperación Regional (SAARC). La Sociedad Cultural y de Amistad Nepal-Bután se estableció en Katmandú para facilitar las buenas relaciones en 1969. Las dos naciones habían establecido formalmente relaciones diplomáticas en 1983. El rey butanés Jigme Singye Wangchuck visitó Nepal para asistir a la tercera cumbre de la SAARC en 1987. El difunto rey Birendra de Nepal visitó Bután para asistir a una reunión de la SAARC en 1988. Más recientemente, el Primer Ministro de Bután visitó Nepal en 2002. El primer ministro Tshering Tobgay de Bután visitó Nepal en 2015 para asistir a una cumbre de la SAARC.

## Crisis de refugiados
Un problema importante al que se enfrentan ambas naciones es la presencia de refugiados butaneses de etnia nepalesa que residen en siete campamentos del ACNUR en el este de Nepal. Las estimaciones de sus números varían de 85 000 a 107 000. Si bien la mayoría de los refugiados reclaman la nacionalidad butanesa, Bután afirma que son "emigrantes voluntarios" que perdieron sus derechos de ciudadanía, negando su condición de refugiados. La mayoría de los refugiados son lhotshampa, hindúes de origen nepalí que se habían establecido en Bután. Varios grupos insurgentes, incluidos aquellos con afiliaciones maoístas, han surgido de los campos de refugiados, a quienes las fuerzas de seguridad de Bután culparon de una serie de atentados con bombas en Bután antes de las elecciones parlamentarias de 2008. Después de años de conversaciones y esfuerzos sin resultados, varias otras naciones, sobre todo los Estados Unidos, acordaron recoger a 60 000 refugiados.

## Comercio
El crecimiento del comercio entre las dos naciones se ha visto afectado por la crisis de refugiados. En 2008-09, las exportaciones de Bután a Nepal se situaron en 300 millones de rupias, mientras que las exportaciones de Nepal a Bután ascendieron a 200 millones de rupias. En 2004, Nepal y Bután firmaron un acuerdo para aumentar el número de vuelos entre Paro y Katmandú de dos a siete vuelos por semana. Las delegaciones de las cámaras de negocios de ambas naciones han intercambiado visitas, y ambas naciones sostuvieron recientemente conversaciones conjuntas a nivel de secretarios para trabajar hacia un acuerdo comercial.